# جوزيف بشور
جوزيف بشور (ولد ؟) إعلامي رياضي ومذيع سوري، مقدِّم برامج ومعلِّق على المباريات الرياضية.

## سيرته
بدأ عمله في إذاعة صوت الشعب، ثم أصبح مشرفًا على البرامج الرياضية في الإذاعة ثم التلفزة في سورية. قدَّم برنامجًا رياضيًّا تلفازيًّا، واختِيرَ عضوًا في اللجنة المؤقتة لاتحاد كرة القدم السوري. وعمل معلقًا على العديد من المباريات.
لديه ابن اسمه مجد يدرس العلوم السياسية في جامعة دمشق، وابنة اسمها ميرنا.